# Club Atlético River Plate 1985-1986
Questa voce raccoglie le informazioni riguardanti il Club Atlético River Plate nelle competizioni ufficiali della stagione 1985-1986.

## Stagione
Il River iniziò la stagione con tre vittorie nelle prime tre giornate; continuò poi con un rendimento alto, riuscendo a ottenere solamente due sconfitte nel girone d'andata (il 25 agosto contro il Club Atlético Independiente e il 4 novembre contro il Ferro Carril Oeste). Arrivato alla 33ª giornata senza ulteriori sconfitte, il River vinse il campionato grazie alla vittoria per 3-0 sul Vélez (gol di Enrique, Gorosito e Francescoli su calcio di rigore); l'unica altra partita persa fu quella contro il Deportivo Español alla 35ª.

## Maglie e sponsor
Lo sponsor tecnico per la stagione 1985-1986 è Adidas, mentre lo sponsor ufficiale è Fate.
| Casa | Trasferta |

## Rosa
| N. |                      | Ruolo | Calciatore           |
| -- | -------------------- | ----- | -------------------- |
|    | Argentina (bandiera) | P     | Sergio Goycochea     |
|    | Argentina (bandiera) | P     | Nery Pumpido         |
|    | Argentina (bandiera) | D     | Jorge Borelli        |
|    | Argentina (bandiera) | D     | Jorge Gordillo       |
|    | Uruguay (bandiera)   | D     | Nelson Gutiérrez     |
|    | Argentina (bandiera) | D     | José Karabín         |
|    | Paraguay (bandiera)  | D     | Oscar López Turitich |
|    | Argentina (bandiera) | D     | Alejandro Montenegro |
|    | Argentina (bandiera) | D     | Oscar Ruggeri        |
|    | Uruguay (bandiera)   | D     | Jorge Villazán       |
|    | Argentina (bandiera) | C     | Roque Alfaro         |
|    | Argentina (bandiera) | C     | Oscar Craiyacich     |

| N. |                      | Ruolo | Calciatore         |
| -- | -------------------- | ----- | ------------------ |
|    | Argentina (bandiera) | C     | Héctor Enrique     |
|    | Uruguay (bandiera)   | C     | Enzo Francescoli   |
|    | Argentina (bandiera) | C     | Américo Gallego    |
|    | Argentina (bandiera) | C     | Néstor Gorosito    |
|    | Argentina (bandiera) | C     | Patricio Hernández |
|    | Argentina (bandiera) | C     | Osvaldo Rinaldi    |
|    | Argentina (bandiera) | C     | Daniel Sperandio   |
|    | Argentina (bandiera) | C     | Pedro Troglio      |
|    | Argentina (bandiera) | A     | Norberto Alonso    |
|    | Argentina (bandiera) | A     | Luis Amuchástegui  |
|    | Argentina (bandiera) | A     | Claudio Caniggia   |
|    | Argentina (bandiera) | A     | Claudio Morresi    |

## Statistiche

### Statistiche di squadra
| Competizione     | Punti | Totale | Totale | Totale | Totale | Totale | Totale | DR  |
| Competizione     | Punti | G      | V      | N      | P      | Gf     | Gs     | DR  |
| ---------------- | ----- | ------ | ------ | ------ | ------ | ------ | ------ | --- |
| Primera División | 56    | 36     | 23     | 10     | 3      | 74     | 26     | +48 |
| Totale           | -     |        |        |        |        |        |        | -   |